# Erebia lutescens
Erebia lutescens är en fjärilsart som beskrevs av Romei 1927. Erebia lutescens ingår i släktet Erebia och familjen praktfjärilar. Inga underarter finns listade i Catalogue of Life.